# Estação seca

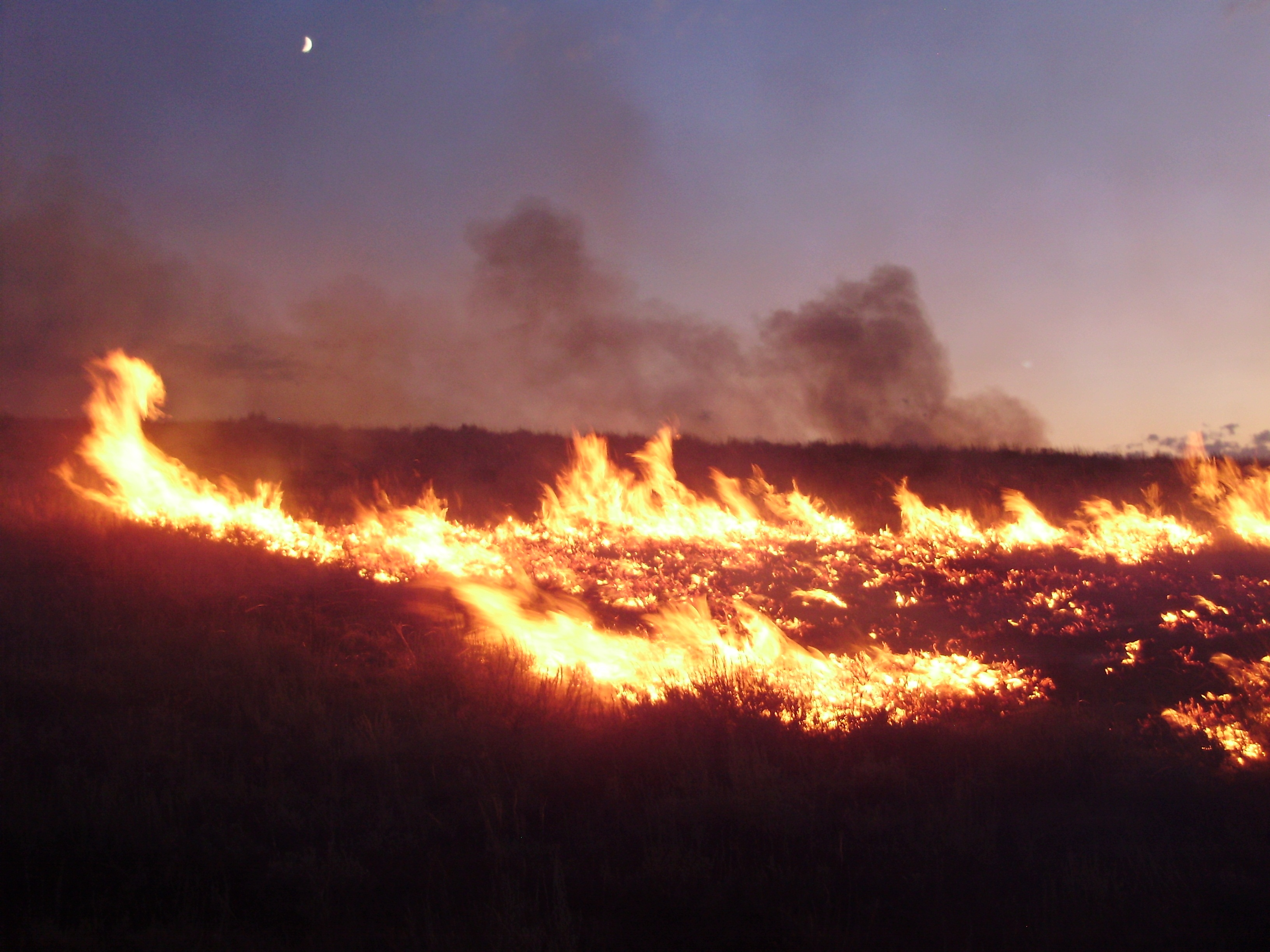
Incêndio florestal em Nevada, nos Estados Unidos, durante a estação seca de 2011. A falta de chuvas propicia a ocorrência de queimadas.

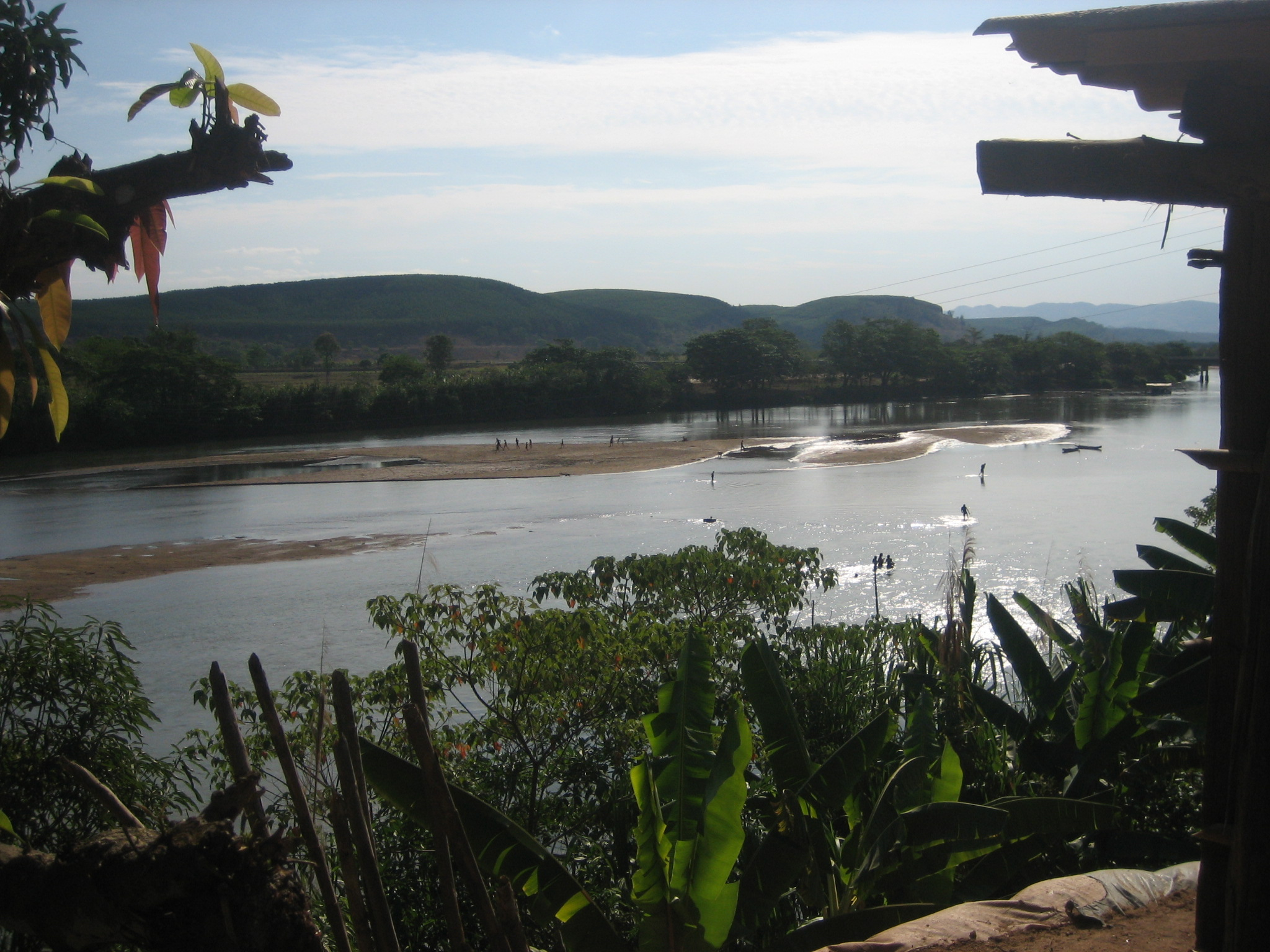
Rio Santo Antônio na cidade de Naque, em Minas Gerais, Brasil, com nível baixo após a estação seca de 2007.

Estação seca  é um termo comumente usado para descrever uma das variantes climáticas nos trópicos.

## Variação climática
O clima nos trópicos é dominado pela oscilação da chuva tropical que faz um percurso do norte para o sul dos trópicos, ao longo do ano. As chuvas tropicais surgem no hemisfério sul aproximadamente de Outubro a Março, e durante este período, a norte dos trópicos vive-se um período de seca na qual a precipitação é mais rara e os dias são geralmente mais ensolarados. De Abril a Setembro, a chuva passa para o hemisfério norte passando a região sul dos trópicos a um período de seca.

## Definição
A estação seca é caracterizada pela sua baixa humidade, pequenos charcos de água e rios secos. Devido à falta de locais para beber, muitos animais são forçados a emigrar devido à falta de água e alimentos. Alguns exemplos desses animais são as zebras, elefantes e Gnus. Devido à falta de água as plantas secas são comuns.
A variação climática entre o Trópico de Câncer e o Trópico de Capricórnio, faz com que, perto dessas latitudes, haja uma estação das chuvas e uma estação seca anualmente. Sobre o equador, existem duas estações da chuva e duas estações secas, isso acontece porque a chuva passa duas vezes por ano no equador, ao deslocar-se de norte para sul e, no regresso, ao deslocar-se de sul para norte. No entanto a geografia local pode alterar estes padrões climáticos.

## Consequências
Os dados mostram que, em África, o advento da estação seca coincide com um aumento dos casos de sarampo, que os investigadores pensam poder ser atribuído à maior concentração de pessoas na época da seca, devido à situação de as operações agrícolas serem impossíveis sem irrigação. Durante este tempo, alguns agricultores deslocam-se para as cidades, criando pólos de maior densidade populacional e permitindo que a doença se espalhe mais facilmente.
Novos dados mostram que, na floresta Amazónica, o crescimento da folhagem e a cobertura varia em crescimento entre as estações seca e húmida, com aproximadamente 25% mais folhas e crescimento mais rápido na época seca. Os investigadores acreditam que a Amazónia em si tem um efeito na redução do início da estação das chuvas, porque ao crescer mais folhagem, evapora-se mais água. No entanto, este crescimento só aparece nas zonas da Amazónia, onde os investigadores acreditam que raízes mais profundas, podem absorver mais água da chuva.
Foi também demonstrado que os níveis de ozono diferem entre as estações seca e húmida na Amazónia, com o nível a ser substancialmente mais elevado na estação seca do que na estação das chuvas.